# Samuel Kurtz
Pour les articles homonymes, voir Kurtz.
Samuel Kurtz est un homme politique conservateur gallois. Il représente la circonscription de Carmarthen West and South Pembrokeshire au Parlement gallois depuis 2021.

## Biographie

### Origines
Natif du Pembrokeshire, Samuel Kurtz étudie la science politique à l'université de l'Ouest de l'Angleterre. Après avoir décroché son BA Hons, il travaille comme journaliste pour deux titres de presse locale, le Pembrokeshire Herald et le Western Telegraph (en).

### Carrière politique
Lors des élections locales de 2017, Kurtz est élu membre du conseil de comté du Pembrokeshire (en) dans le ward (district électoral) de Scleddau. Il représente ce ward jusqu'à son abolition en 2022.
Kurtz est sélectionné en novembre 2020 par les Conservateurs gallois comme candidat à la succession de la députée Angela Burns, qui représente la circonscription de Carmarthen West and South Pembrokeshire au Parlement gallois depuis 2007. Peu après sa nomination, un blog politique attire l'attention sur des tweets rédigés en 2012 et 2013 dans lesquels il tient des propos homophobes et misogynes. Il présente des excuses publiques pour ces messages.
Kurtz sort vainqueur des élections législatives de 2021 avec 936 voix d'avance sur le candidat travailliste Riaz Hassan. Il est choisi par le leader conservateur Andrew R. T. Davies comme ministre des Affaires rurales et de la Langue galloise de son cabinet fantôme. Après la démission de Mark Drakeford et l'arrivée au pouvoir de Vaughan Gething, en avril 2024, le cabinet fantôme est remanié et Kurtz se voit confier les domaines de l'Économie et de l'Énergie.